# Indigofera wituensis
Indigofera wituensis är en ärtväxtart som beskrevs av Baker f. Indigofera wituensis ingår i släktet indigosläktet, och familjen ärtväxter. Inga underarter finns listade i Catalogue of Life.